# Ziemetshausen
Ziemetshausen è un comune tedesco di 2.996 abitanti, situato nel land della Baviera.

## Geografia
Il comune si trova nella regione dell'Alta Svevia della regione Danubio-Iller, circa 30 chilometri a sud-est di Günzburg.
Le frazioni del comune sono dodici (tra parentesi è indicata la tipologia di insediamento):
- Bauhofen (villaggio)
- Hellersberg (villaggio parrocchiale)
- Hinterschellenbach (villaggio parrocchiale)
- Lauterbach (villaggio parrocchiale)
- Maria Vesperbild (chiesa di pellegrinaggio)
- Muttershofen (villaggio parrocchiale)
- Roppeltshausen (frazione)
- Schönebach (villaggio parrocchiale)
- Seyfriedsberg (castello)
- Uttenhofen (villaggio della chiesa)
- Vorderschellenbach (villaggio)
- Ziemetshausen (capoluogo, villaggio parrocchiale)

Il comune dispone di una superficie totale di 42,94 km². Di questi, 20,48 km² sono terreni agricoli, 20,05 km² sono foreste forestale e circa 150 ettari di superficie sono adibiti ad uso commerciale (con nuove aree commerciali designate).

## Storia

### Fino alla fondazione della chiesa
La località “Chemaineshusen” venne menzionata per la prima volta in relazione ad una donazione di una decima dai possedimenti del duca Enrico IX di Baviera, che risale al 1020-1026, dalla Baviera al Monastero dei Canonici Agostiniani di Rottenbuch . Il luogo può essere documentato come “Zemaneshusen” fino al 1150.

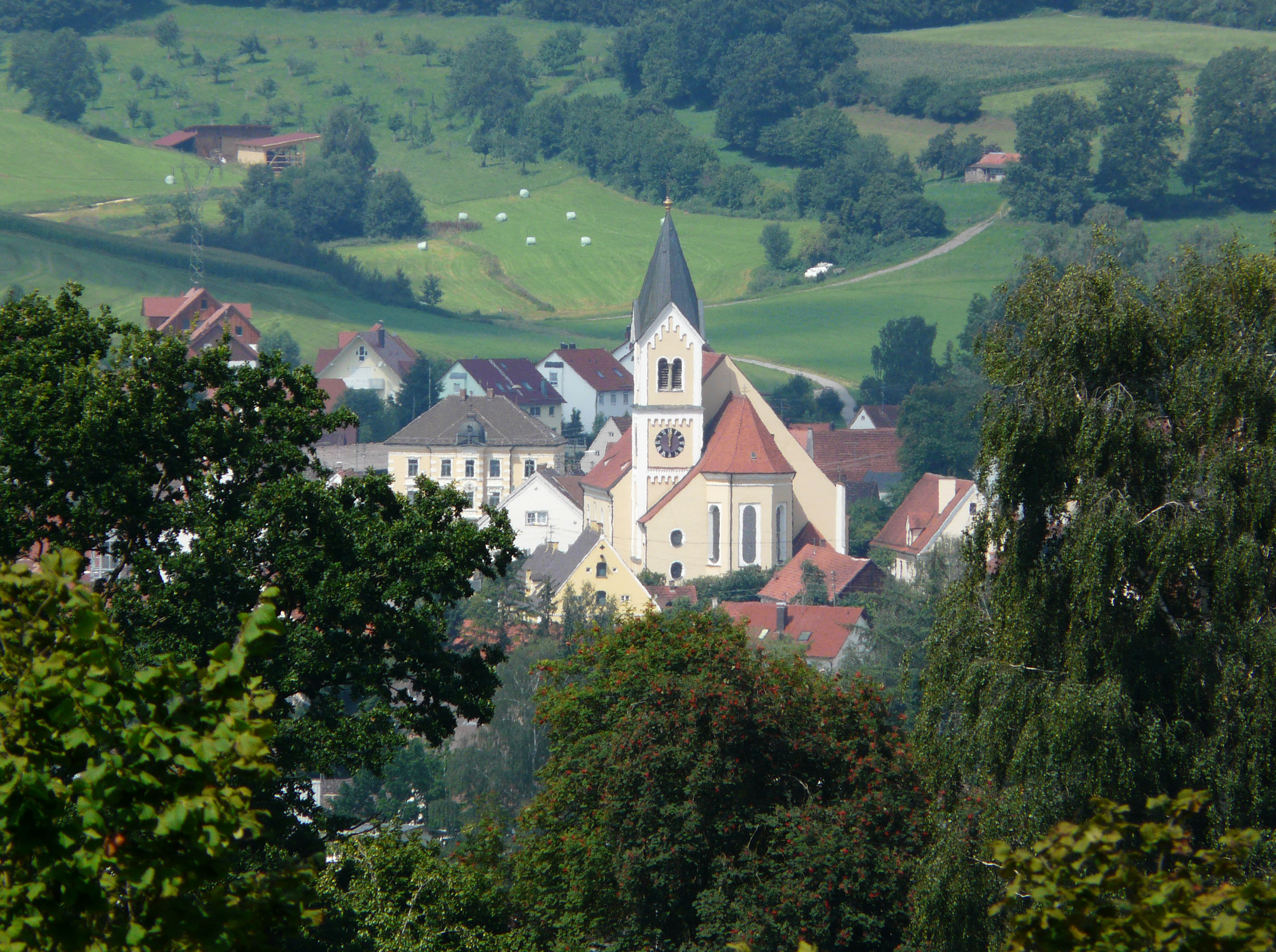
Ziemetshausen visto da sud-est.

Lo sviluppo storico di Ziemetshausen è strettamente legato al territorio inizialmente margraviale e, dal 1301, al dominio dell'Alta Austria di Seyfriedsberg, il cui castello si trova tre chilometri a sud di Ziemetshausen su un crinale. Esistono prove di una scuola a Ziemetshausen già dal 1481. Durante uno dei frequenti impegni della tenuta di Seyfriedsberg, dal 1515 la città principale passò nelle mani dei Villinger, che erano si erano guadagnati un rango nobiliare servendo sotto gli Asburgo. I baroni Villinger von Schönenberg acquistarono il luogo e il tribunale dall'imperatore Massimiliano I nel 1515. Su consiglio imperiale di Massimiliano I, il tesoriere Jakob Villinger concesse i diritti di mercato al villaggio di Ziemetshausen intorno allo stesso anno. Successivamente, dopo che i Villinger si estinsero nel 1641, Ziemetshausen passò sotto i conti di Oettingen-Wallerstein.
Con la pace di Presburgo la città passò alla Baviera nel 1805. Nell'ambito delle riforme amministrative in Baviera, con l'editto comunale del 1818 fu creato l'attuale comune di Ziemetshausen.

### Dal XIX al XXI secolo
Nel 1894 Ziemetshausen e l'odierno distretto di Uttenhofen ricevettero le stazioni della linea ferroviaria Dinkelscherben–Thannhausen, che fu utilizzata per il traffico passeggeri fino al 1966 e per il traffico merci fino al 1999, per poi essere chiusa nel 2001. Nel 2007 sono stati completamente rimossi tutti i binari, tranne pochi metri, da Thannhausen a Dinkelscherben, tanto che ora solo il sentiero ricorda un'antica linea ferroviaria.

### Incorporazioni
Nell'ambito della riforma regionale della Baviera, il 1º luglio 1972 venne incorporato il comune di Muttershofen. Lauterbach si unì il 1 gennaio 1974. Seguirono Schellenbach, Schönebach e Uttenhofen il 1 maggio 1978.

## Monumenti e luoghi d'interesse
- Chiesa di pellegrinaggio Maria Vesperbild con annessa una grotta mariana
- Chiesa parrocchiale dei Santi Pietro e Paolo (progettata dal capomastro di Wessobrunn Johann Schmuzer)
- Parco botanico del castello di Seyfriedsberg
- Museo della tessitura e della falegnameria con dimostrazioni periodiche

## Club
C'è una vivace cultura dei club a Ziemetshausen. Il TSV Ziemetshausen è uno dei club con il maggior numero di soci.

## Economia

Mappa di Ziemetshausen

Secondo le statistiche ufficiali, nel 2017 erano 1.031 i dipendenti soggetti a contributi previdenziali sul luogo di lavoro. Della popolazione residente, 1.365 persone avevano un lavoro che richiedeva un'assicurazione. Ciò significa che il numero di pendolari in uscita era di 334 unità superiore al numero di pendolari in entrata. 29 residenti erano disoccupati.
Nel 2016 le imprese agricole erano 52, ben 40 in meno rispetto alle 92 del 1999.
Nelle vicinanze ci trovano due panifici e una macelleria, un ottico, una farmacia, un negozio di alimentari e due parrucchieri. Nel magazzino della locale Banca Raiffeisen si trova un distributore di bevande e un negozio che vende alimenti per animali domestici.
Il collegamento con la strada federale 300 garantisce un rapido collegamento in autobus con Krumbach (20 minuti) e Augusta (ca. 45 minuti).

## Amministrazione
Ralf Wetzel (CSU) è stato eletto primo sindaco nel 2020. Il suo predecessore dal 2002 era Anton Birle (CSU) (successivamente rieletto nel 2008 e nel 2014). È il successore di Anton Weber (Associazione degli Elettori Indipendenti).

### Stemma

Nei quadrati n°1 e 4 è presente un cavallo d'argento mentre salta su fondo rosso. Nei quadrati n° 2 e 3 un leone rosso con una corona d'oro su fondo argentato. Tutte le figure sono una di fronte all'altra.
Descrizione dello stemma: Secondo il rapporto del governo del 1835, l'allora mercato signorile non aveva stemmi né desideri in merito. In passato i signori ufficiali giudiziari di Seifriedsberg dovevano sigillare i documenti per i residenti. Solo nel 1882 il comune richiese uno stemma, che fu rinnovato nel 1884 dopo aver consultato l'Associazione storica di Svevia e Norimberga. Volevano il trasferimento immutato dello stemma dei baroni Villinger von Schönenberg, che avevano ricevuto il luogo e la corte nel 1515 da Massimiliano I, arciduca d'Austria, re romano-germanico e imperatore del Sacro Romano Impero, e che fondarono l'ospedale di Ziemetshausen nel 1557. Nel 1586 la città ottenne i diritti di mercato e li perse nel 1641. Lo stretto legame storico tra il paese e la famiglia portò all'approvazione del progetto da parte dell'Archivio del Reich. È stato però trascurato che i colori richiesti per lo stemma comunale differivano notevolmente da quelli dello stemma dei Villinger; Il primo e il quarto riquadro erano divisi in nero e oro, e il cavallo era a colori misti, il secondo e il terzo riquadro contenevano un leone d'argento incoronato d'oro in rosso (stemma degli estinti Schönenberger). Lo stemma fu assegnato con i colori sbagliati il 4 dicembre 1883 dal re Ludovico II. Hupp fu il primo a riconoscere l'errore, ma nella sua illustrazione era legato al premio tanto quanto lo siamo noi adesso. Götz ha erroneamente raffigurato i leoni come senza corona.